# Benoît de Boigne

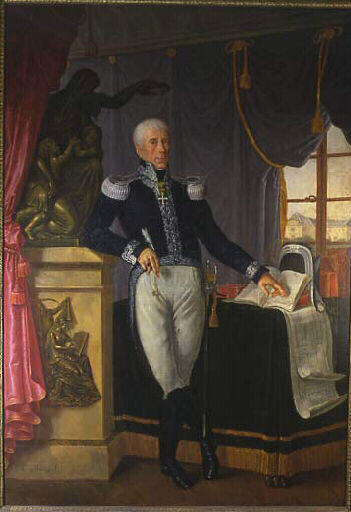
Porträt von Benoît de Boigne in der Uniform eines Generalleutnants, Gemälde von Pierre Emmanuel Moreau aus dem Jahr 1830

Benoît de Boigne (* 8. März 1751 in Chambéry, Savoyen als Benoît Leborgne; † 21. Juni 1830 in Chambéry), auch bekannt als Graf von Boigne oder Generalgraf von Boigne, war ein militärischer Abenteurer und General, der in Indien zu Reichtum und Ansehen gelangte.

## Leben

### Frühes Leben
De Boigne war das dritte von sieben Kindern eines Pelzhändlers. Einer seiner Brüder, Antoine-François, wurde später Mönch, verließ dann aber beeinflusst von den Ideen der Französischen Revolution das Kloster und heiratete.

### Dienst in Indien
De Boigne begann seine militärische Laufbahn in europäischen Regimentern, bevor er nach Indien ging. Dort diente er Mahadaji Sindhia, einem fürstlichen Herrscher des Maratha-Reiches. Sindhia beauftragte ihn mit dem Aufbau und der Organisation einer Armee, die er als General ausbildete und befehligte. Diese nach europäischem Vorbild organisierte Armee umfasste fast 100.000 Mann und ermöglichte es dem Maratha-Reich, Nordindien zu beherrschen und als letzter indigener Staat Hindustans den Briten Widerstand zu leisten. Neben seiner militärischen Karriere war de Boigne auch im Handel und in der Verwaltung tätig. Er wurde zum Jagir ernannt, was ihm großen Landbesitz in Indien einbrachte.

### Rückkehr nach Frankreich
Nach einem bewegten Leben kehrte de Boigne nach Europa zurück, zunächst nach England, wo er die französische Adelige Adèle d’Osmond heiratete, nachdem er seine erste persische Frau verstoßen hatte. Danach kehrte er während des Konsulats nach Frankreich zurück. Während Adèle bei Paris in den Schlössern von Beauregard und Chatenay lebte, kehrte Benoît 1807 endgültig nach Savoyen zurück und ließ sich auf dem 1802 erworbenen Gut Buisson-Rond in der Gemeinde Barberaz nieder.
In Chambéry widmete De Boigne den Rest seines Lebens der Wohltätigkeit. So gründete er z. B. das Altersasyl Saint-Benoît und stiftete das Betteldepot der Stadt.

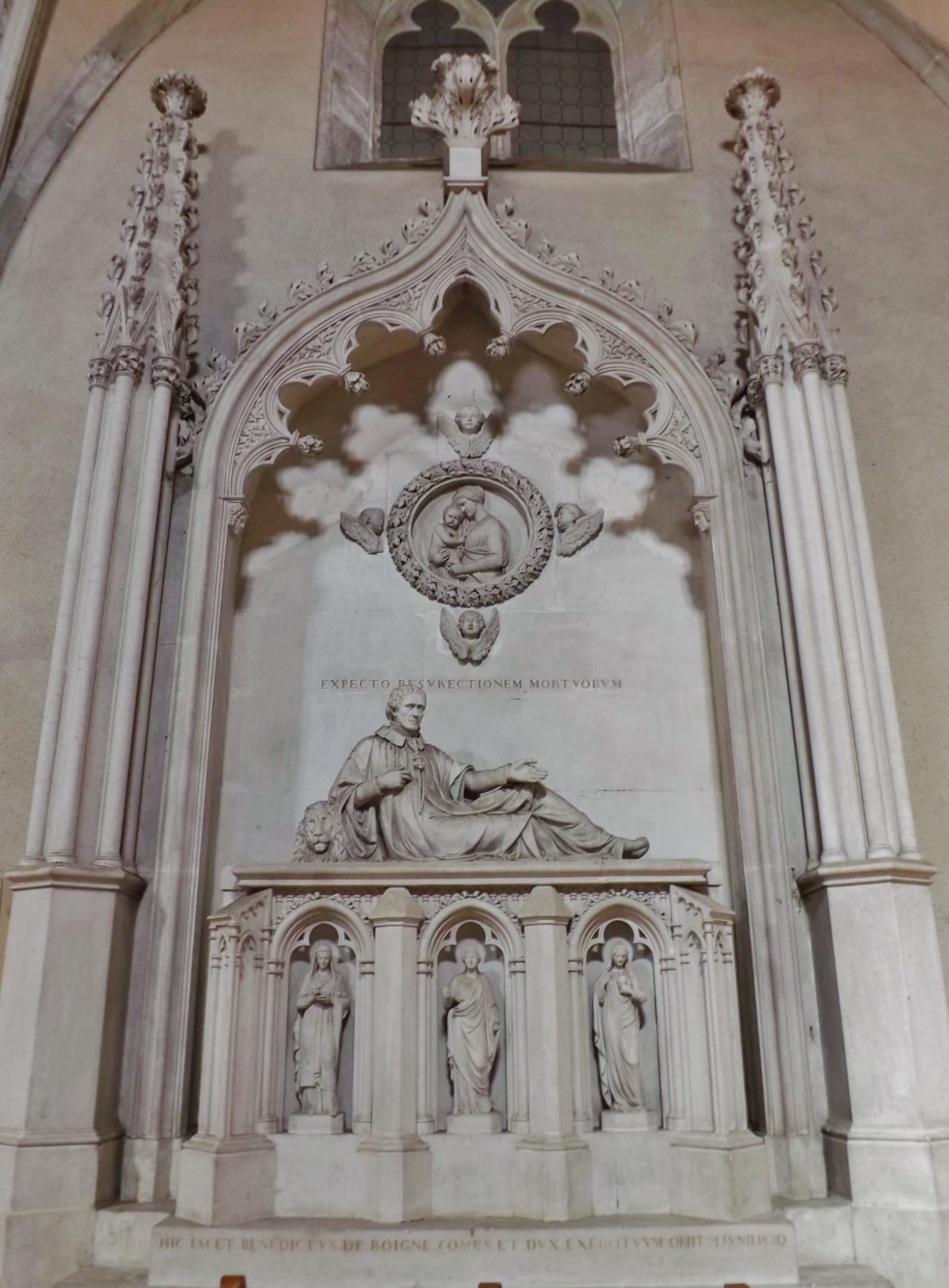
Grabmal von Benoît de Boigne in der Kirche Saint-Pierre de Lémenc in Chambéry

Benoît de Boigne starb am 21. Juni 1830. Er wurde in der Kirche Saint-Pierre de Lémenc beigesetzt, und eine Trauerrede wurde am 19. August 1830 in der Kathedrale von Chambéry für ihn gehalten.

## Nachkommen
De Boigne hatte aus erster Ehe einen Sohn, Charles-Alexandre de Boigne, der 1791 in Delhi geboren wurde. Charles-Alexandre heiratete 1816 Césarine Viallet de Montbel, eine Ehe, die von seinem Vater gefördert wurde.

## Gedenken und Ehrungen
In Chambéry erinnert der Elefantenbrunnen an de Boigne, der 1838 zu seinen Ehren errichtet wurde. Außerdem wurde die von ihm finanzierte Rue de Boigne nach ihm benannt.
Der König von Sardinien verlieh ihm den Titel eines Grafen. Kaiser Napoléon I. ernannte ihn zum Präsidenten des Generalrats des Départements Mont-Blanc.